# Paul Anderson (attore)
Paul Anderson (Londra, 12 febbraio 1978) è un attore britannico.

## Biografia
Nato nel 1978 nel sud di Londra, inizia la sua carriera di attore nei primi anni 2000 nella serie televisiva Pink Serenade. Nel corso degli anni continuerà a fare televisione e interpreterà delle parti anche in diversi film. Il suo ruolo più importante e conosciuto è sicuramente quello del gangster Arthur Shelby nella serie Peaky Blinders, prodotta da BBC. Al cinema, si ricordano i ruoli del colonnello Sebastian Moran, spietato sicario e alleato del Professor Moriarty in Sherlock Holmes - Gioco di ombre , del trapper Anderson in Revenant - Redivivo e in Legend.

## Filmografia

### Cinema
- Frankie Howerd: Rather You Than Me – film TV (2008)
- The Firm, regia di Nick Love (2009)
- The Basement – cortometraggio (2010)
- A Lonely Place to Die, regia di Julian Gilbey (2011)
- Sherlock Holmes - Gioco di ombre (Sherlock Holmes: A Game of Shadows), regia di Guy Ritchie (2011)
- Piggy (2012)
- The Sweeney, regia di Nick Love (2012)
- Passion, regia di Brian De Palma (2012)
- Still Life, regia di Uberto Pasolini (2013)
- '71, regia di Yann Demange (2014)
- Electricity, regia di Bryn Higgins (2014)
- Legend, regia di Brian Helgeland (2015)
- Heart of the Sea - Le origini di Moby Dick (In the Heart of the Sea), regia di Ron Howard (2015)
- Revenant - Redivivo (The Revenant), regia di Alejandro González Iñárritu (2015)
- Brimstone, regia di Martin Koolhoven (2016)
- Hostiles - Ostili (Hostiles), regia di Scott Cooper (2017)
- Le ultime 24 ore (24 Hours to Live), regia di Brian Smrz (2017)
- Robin Hood - L'origine della leggenda (Robin Hood), regia di Otto Bathurst (2018)
- La fiera delle illusioni - Nightmare Alley (Nightmare Alley), regia di Guillermo del Toro (2021)
- Lift, regia di F. Gary Gray (2024)

### Televisione
- Doctor Who – serie TV, un episodio (2005)
- Testimoni silenziosi, 2 episodi – serie TV (2007)
- Ashes to Ashes, episodio 1x08 – serie TV (2008)
- Lewis – serie TV, 2 episodi (2008-2011)
- L'ispettore Barnaby, episodio 12x02 – serie TV (2009)
- The Promise – miniserie TV (2011)
- Top Boy, 3 episodi (2013)
- The Great Train Robbery – miniserie TV (2013)
- Peaky Blinders (2013-2022)
- Tijuana Bible – film (2019)

## Doppiatori italiani
- Loris Loddi in Peaky Blinders
- Alessandro Budroni in Sherlock Holmes - Gioco di ombre
- Stefano Thermes in Still Life
- Vladimiro Conti in Legend
- Paolo Marchese in Revenant - Redivivo
- Pasquale Anselmo in Heart of the Sea - Le origini di Moby Dick
- Christian Iansante ne Le ultime 24 ore
- Riccardo Rossi in Robin Hood - L'origine della leggenda